# Longueur réciproque
La longueur réciproque ou longueur inverse est une quantité ou une mesure utilisée dans plusieurs branches des sciences et des mathématiques. En tant qu'inverse de la longueur, les unités courantes utilisées pour cette mesure comprennent le mètre réciproque ou mètre inverse (symbole : m−1), le centimètre inverse ou centimètre inverse (symbole : cm−1).
Les quantités mesurées en longueur réciproque peuvent être les suivantes :
- coefficient d'absorption ou coefficient d'atténuation, en science des matériaux ;
- courbure d'une ligne, en mathématiques ;
- gain, en physique des lasers ;
- magnitude des vecteurs dans l'espace réciproque, en cristallographie ;
- plus généralement toute fréquence spatiale, par exemple en cycles par unité de longueur ;
- puissance optique d'une lentille, en optique ;
- constante de rotation d'un rotor rigide, en mécanique quantique ;
- nombre d'onde, ou grandeur d'un vecteur d'onde, en spectroscopie ;
- densité d'une caractéristique linéaire en hydrologie et autres domaines ;
- en optique, le dioptre est une unité équivalente au mètre réciproque.

## Mesure de l'énergie
Dans certaines branches de la physique, les constantes universelles c, la vitesse de la lumière, et ħ, la constante de Planck réduite, sont traitées comme étant l'unité (c'est-à-dire que c = ħ = 1), ce qui conduit à la masse, l'énergie, la quantité de mouvement, la fréquence et longueur réciproque ayant toutes la même unité. Par conséquent, la longueur réciproque est utilisée comme mesure de l'énergie. La fréquence d'un photon donne une certaine énergie photonique, selon la relation de Planck-Einstein, et la fréquence d'un photon est liée à sa fréquence spatiale via la vitesse de la lumière. La fréquence spatiale est une longueur réciproque, qui peut donc être utilisée comme mesure de l'énergie, généralement d'une particule. Par exemple, l'inverse du centimètre, noté cm−1, est une unité d'énergie égale à l'énergie d'un photon ayant pour longueur d'onde 1 cm. Cette énergie est d'environ 1,24 × 10−4 eV ou 1,986 × 10−23 J.
L'énergie est inversement proportionnelle à la valeur de l'unité dont l'inverse est utilisé, et est proportionnelle au nombre d'unités de longueur réciproques. Par exemple, en termes d'énergie, un mètre réciproque équivaut à 10-2 (un centième) autant qu'un centimètre réciproque. Cinq mètres réciproques représentent cinq fois plus d'énergie qu'un mètre réciproque.